# درون (فیلم ۲۰۱۱)
درون (به انگلیسی: Inside) یک فیلم دلهره‌آور آمریکایی محصول سال ۲۰۱۱ به کارگردانی دی جی کاروسو است که از طریق مشارکت کمپانی اینتل و توشیبا به بینندگان ارائه شد.

## داستان
کریستینا پراسو بیست و چهار ساله، دختری سرسخت و انعطاف‌پذیر، در اتاقی گیر افتاده از خواب بیدار می‌شود و نمی‌داند کجا هست یا چه کسی این کار را با او انجام داده‌است. او با دسترسی به لپ تاپ خود رها شده است. از طریق استفاده از سیگنال وای فای متناوب، او از طریق رسانه‌های اجتماعی با دوستان، خانواده و مخاطبان ارتباط برقرار می‌کند. او حقایق، سرنخ‌ها، عکس‌ها و ویدئوها را فهرست می‌کند تا به مخاطب کمک کند تا بفهمد او کجاست، اسیرکننده‌اش کیست و چرا ربوده شده‌است.